# 京都市立百々小学校
京都市立百々小学校（きょうとしりつ どどしょうがっこう）は、京都府京都市山科区西野山百々町にある公立小学校。
運動場は道路を挟んで南側に隣接しており、校地から歩道橋で直接行き来できるようになっている。

## 沿革
- 1974年（昭和49年）10月5日 - 京都市立勧修小学校西分校だったのが独立し、京都市立百々小学校として開校。

## 通学区域
- 山科区
  - 上花山旭山町・上花山久保町（※国道1号以北は鏡山小学校・花山中学校へ区域外通学）、上花山講田町（※鏡山小・花山中へ区域外）、上花山坂尻、上花山桜谷、上花山花ノ岡町（※国道以北は鏡山小・花山中へ区域外）、川田岩ケ谷、川田梅ケ谷町、川田御出町、川田岡ノ西、川田欠ノ上、川田清水焼団地町、川田土仏、川田百々、川田中畑町、川田西浦町、川田菱尾田、川田前畑町、川田御輿塚町、川田南畑町、川田南山、川田山田、西野山射庭ノ上町、西野山岩ケ谷町、西野山欠ノ上町、西野山桜ノ馬場町、西野山百々町、西野山中臣町（旧安祥寺川以西）、西野山中鳥井町（大石街道以西）、西野山中畑町、西野山南畑町、西野山山田

卒業生は基本的に京都市立山科中学校へ進学する。

## 周辺
- 京都市立百々老人デイサービスセンター - 校地内
- 花山稲荷
- 百々交番（校地内に平成23年7月1日開設）京都府警山科署管轄

## 卒業生
- 倉義和（プロ野球選手、広島カープ）
- 駒井善成（プロサッカー選手、北海道コンサドーレ札幌）

## 交通アクセス
- 京阪バス 花山稲荷または清水焼団地にて下車
- 京都市道185号勧修寺日ノ岡線（新大石道）沿い